# تشارلز هنري كينغ
تشارلز هنري كينغ (بالإنجليزية: Charles Henry King)‏ هو شخصية أعمال أمريكي، ولد في 12 مارس 1853 في Perry Township, Fayette County, Pennsylvania ‏ في الولايات المتحدة، وتوفي في 27 فبراير 1930 في لوس أنجلوس في الولايات المتحدة.